# Ross Wilson (lekkoatleta)
Ross Phillip Wilson (ur. 31 października 1950) – australijski lekkoatleta, sprinter, medalista igrzysk Brytyjskiej Wspólnoty Narodów.
Zdobył srebrny medal w biegu na 400 metrów na igrzyskach Brytyjskiej Wspólnoty Narodów w 1970 w Edynburgu, przegrywając jedynie z Kenijczykiem Charlesem Asatim, a wyprzedzając Saimoniego Tamaniego z Fidżi.
Był mistrzem Australii w biegu na 400 metrów w 1969/1970 i 1970/1971 oraz brązowym medalistą w biegu na 200 metrów w 1970/1971 i w biegu na 400 metrów w 1971/1972. Jego rekord życiowy w biegu na 400 metrów wynosił 45,6 s, ustanowiony 23 lipca 1970 w Edynburgu.